# 金門王
金門王（きんもんおう、本名：王英坦、1953年 - 2002年5月5日）は、台湾の歌手。

## 生涯
福建省の金門島出身。12歳時（1965年）、王英坦は金鼎国民小学に通っていた小学生だったが、拾った雷管が破裂し左手が吹き飛ばされ、片目も失明した。その後台湾本島に移り、台北市において生活のために多くの職業を転々とした。
独学でギターを修得し、アコーディオン奏者の李炳輝とともに台北市北投一帯で流しを行っていた。1997年に発表した「流浪到淡水」は、台湾でキリンビールのCMに使われ、ヒットした。
2002年5月5日未明、台北市内の病院で死去。49歳没。